# Longo (cognome)
Longo è un cognome italiano.

## Varianti
Longu.

## Origine e diffusione
Dovrebbe derivare da un soprannome che indica un'alta statura. Si tratta di uno dei cognomi più diffusi in Italia.